# Out of My Mind
Out of my Mind (Fuera de quicio en español) es el cuarto episodio de la quinta temporada de la serie de televisión estadounidense Buffy, la cazavampiros.

## Argumento
Buffy (Sarah Michelle Gellar) está de patrulla con Riley (Marc Blucas) cuando aparece Spike (James Marsters) para ayudarla a matar vampiros, pero ella le pide que se vaya y no se entrometa en su trabajo. Al día siguiente, Buffy y Willow (Alyson Hannigan) llegan a la tienda de Giles (Anthony Head), donde el resto del grupo está ayudando. Giles lleva a Buffy a la parte trasera, donde ha organizado un gimnasio para ella. Buffy se emociona mucho.
Mientras Spike está viendo la televisión llega Harmony (Mercedes McNab) asustada, suplicándole que la esconda porque Buffy la persigue. En casa de Buffy, Joyce (Kristine Sutherland) se desmaya y Dawn (Michelle Trachtenberg) llama a una ambulancia. En el hospital le informan a Buffy de que su madre está bien, que no saben por qué se desmayó pero que pronto volverá en casa. Jugando con el estetoscopio Dawn escucha el corazón de Riley latiendo muy deprisa, le examinan y le dicen que tiene que operarse, pero Riley abandona el hospital.
Buffy habla con Willow sobre el problema de Riley. Creen que es culpa de La Iniciativa y que ellos sabrán solucionarlo. Va a casa de Riley, coge el teléfono y dice que el chico tiene un problema. Cuando Riley está jugando al baloncesto aparecen varios compañeros de la Iniciativa para convencerle de que necesita ayuda para liberarse de lo que la Dra. Maggie Walsh le hizo. No le convencen y Riley los golpea para huir.
Más tarde, Graham (Bailey Chase) le informa a Buffy que Riley no siente dolor, pero que su corazón no va a resistir. Hay un médico que puede ayudarle y Buffy le dice que vaya preparando todo. Va a la cripta de Spike y le ofrece dinero a cambio de que encuentre a su novio y lo lleve al hospital. Spike y Harmony van al hospital y secuestran al médico para que le extraiga el chip.
Buffy encuentra a Riley, quien confiesa que no quiere ser normal porque cree que eso no es suficiente para ella. Buffy no puede creer lo que oye y al final consigue convencer a su novio. Van al hospital y averiguan que Spike ha secuestrado al médico. Cuando éste termina de operar a Spike llegan Buffy y Riley. Buffy va a por Spike mientras que Riley pelea con Harmony. Cuando Spike intenta morder a Buffy descubre que conserva el chip, así que huyen. Operan a Riley y Buffy va a buscar a Spike, decidida a matarlo. Spike dice que está cansado de verla, que ponga fin a su tormento y que lo mate. Buffy va a clavarle la estaca pero se detiene. Entonces Spike la agarra y la besa. Spike se despierta horrorizado justo cuando acababa de decirle gritando a Buffy en sueños que la amaba.

## Reparto

### Personajes principales
- Sarah Michelle Gellar como Buffy Summers.
- Nicholas Brendon como Xander Harris.
- Alyson Hannigan como Willow Rosenberg.
- Marc Blucas como Riley Finn.
- Emma Caulfield como Anya Jenkins.
- Michelle Trachtenberg como Dawn Summers.
- James Marsters como Spike.
- Anthony Stewart Head como Rupert Giles.

## Apariciones especiales
- Amber Benson como Tara Maclay.
- Kristine Sutherland como Joyce Summers.
- Mercedes McNab como Harmony Kendall.
- Bailey Chase como Graham Miller.
- Charlie Weber como  Ben
- Time Winters como Doctor de La Iniciativa.

## Personajes secundarios
- Dierdre Holder como Doctor del hospital.

## Producción